# Rebeca Grynspan
Rebeca Grynspan, född 14 december 1955, är en ekonom och politiker från Costa Rica. Grynspan är den åttonde generalsekreteraren för FN:s konferens om handel och utveckling (UNCTAD) och den första kvinnan att inneha denna post.

## Biografi
Grynspan är 1955 i San José i Costa Rica och har en examen i ekonomi från University of Costa Rica och en magisterexamen i ekonomi från University of Sussex. 
Hon har även doktorsexamen vid University of Salamanca, University of Extremadura och European University of Madrid.

## Karriär
Under åren 1994–1998 var Grynspan vicepresident i Costa Rica och verkade under perioder även som bostadsminister, ministerkoordinator för ekonomi och sociala frågor och biträdande finansminister.
När hon lämnade politiken började hon med olika uppdrag inom FN. Mellan 2006 och 2010 var hon regionala chef för Latinamerika och Karibien inom FN:s utvecklingsprogram (UNDP) och 2010 utsågs hon till under-generalsekreterare i FN för en period av fyra år.
2014 blev Grynspan utnämnd till generalsekreterare för den iberoamerikanska konferensen och blev därmed också den första kvinnan att leda organisationen. Hon blev kvar där fram till 2021 då hon utsågs till generalsekreterare för FN:s konferens om handel och utveckling (UNCTAD).